# Idzjevan
Idzjevan (armeniska Իջևան) är en stad i Tavusjprovinsen i Armenien.